# Болотниця коричнева
Болотниця коричнева (Pleurodema fuscomaculatum) — вид земноводних з роду Pleurodema родини Leiuperidae.

## Опис
Загальна довжина досягає 3—4 см. Спостерігається статевий диморфізм: самиця більша за самця. Голова масивна. Очі з вертикальними зіницями. Тулуб товстий. У самця є розвинений горловий резонатор. Забарвлена у сірий колір з численними великими коричневими плямами, що й дало назву самому виду.

## Спосіб життя
Полюбляє луки, савани, скелясті місцини, рідколісся поблизу боліт. Веде напівводний спосіб життя. Активна вночі. В цей час видає звуки на кшталт нявкання. Для цього самець почергово надуває горловий мішок, а потім черево. Живиться водяними жуками.
Самиця у січні відкладає яйця діаметром 1 мм у пінисту масу, що плаває у воді.

## Поширення
Мешкає у бразильському штаті Мату-Гросу.